# GOES-16

Aufnahme der westlichen Hemisphäre

GOES-16 (ehemals GOES-R) ist ein US-amerikanischer Wettersatellit aus der GOES-Serie. Der Start erfolgte am 19. November 2016 mit einer Atlas V. Nach einem Jahr Testbetrieb ging GOES-16 am 18. Dezember 2017 in den Wirkbetrieb.
Der Satellit verwendet den Satellitenbus A2100 und ist für eine Lebensdauer von zehn Jahren ausgelegt. Er kann den aus seinem geostationären Orbit sichtbaren Teil der Erde alle 15 Minuten und das Kerngebiet der USA sogar alle fünf Minuten fotografieren.

## Instrumente
GOES-16 besitzt die sechs Instrumente ABI (Advanced Baseline Imager), GLM (Geostationary Lightning Mapper), EXIS (Extreme Ultraviolet and X-ray Irradiance Sensors), SUVI (Solar Ultraviolet Imager), Space Environment In-Situ Suite (SEISS) und ein Magnetometer.
Bei ABI handelt es sich um eine Kamera mit 16 Spektralbändern. Gegenüber den alten GOES-Satelliten wurde die Auflösung auf das Vierfache gesteigert.
Details zu den Bändern der Multispektralkamera:
| Band | Wellenlänge (Mitte) [µm] | Breite [µm] | Auflösung (IGFOV) [km] | Bandname / Nutzung              |
| ---- | ------------------------ | ----------- | ---------------------- | ------------------------------- |
| 1    | 0,47                     | 0,04        | 1                      | Blau                            |
| 2    | 0,64                     | 0,1         | 0,5                    | Rot                             |
| 3    | 0,865                    | 0,039       | 1                      | Vegetation                      |
| 4    | 1,378                    | 0,015       | 2                      | Tageslicht Cirruswolken         |
| 5    | 1,61                     | 0,06        | 1                      | Schnee / Eis                    |
| 6    | 2,25                     | 0,05        | 2                      | Größe von Wolkenpartikeln       |
| 7    | 3,9                      | 0,2         | 2                      | Infrarot-Fenster                |
| 8    | 6,19                     | 0,83        | 2                      | Troposhärischer Wasserdampf     |
| 9    | 6,95                     | 0,4         | 2                      | Troposhärischer Wasserdampf     |
| 10   | 7,34                     | 0,2         | 2                      | Wasserdampf, SO2                |
| 11   | 8,5                      | 0,4         | 2                      | „Wolkenphase“                   |
| 12   | 9,61                     | 0,38        | 2                      | Ozon                            |
| 13   | 10,35                    | 0,5         | 2                      | IR: Oberfläche und Wolken       |
| 14   | 11,2                     | 0,8         | 2                      | IR: SST, Wolken, Regen          |
| 15   | 12,3                     | 1           | 2                      | IR: gesamtes Wasser, Asche, SST |
| 16   | 13,3                     | 0,6         | 2                      | CO2                             |

GLM ist ein Blitzsensor im NIR-Band. Er ist der erste auf einem geostationären Orbit.
EXIS misst die Sonneneinstrahlung in der oberen Atmosphäre, insbesondere Sonneneruptionen. SUVI zeichnet die Sonnenaktivität auf.
SEISS misst Elektronen-, Protonen- und Schwerionenflüsse.